# William Dembski
William Albert "Bill" Dembski, né le 18 juillet 1960 à Chicago, est un mathématicien, philosophe et théologien américain partisan du dessein intelligent.